# Caeculus
Caeculus est le fils du dieu romain Vulcain. Il aurait fondé la ville de Préneste, dans le Latium, à l'est de Rome.

## Légende
Caeculus a été conçu d'une étincelle du foyer, une escarbille qui féconda sa mère Préneste. Abandonné à sa naissance par sa mère, sœur des Digitiī ou Digidiī (nom qui évoque la production du feu par frottement), il est trouvé dans un foyer, où il n'était pas endommagé par la flamme, par un groupe de filles qui cherchaient de l'eau. Ces deux bergers, les Digitiī, recueillent le nouveau-né. 
Parvenu à l'âge adulte, lors de la cérémonie précédant la fondation de la ville, il invoque son père, Vulcain, qui entoure les assistants de la cérémonie d'une cercle de flammes. Sur injonction de son fils, Vulcain éteint les flammes et, devant ce prodige, son fils, Caeculus, est divinisé. De nombreux paysans s'installent à Préneste, qu’il a fondée et qui est sous sa protection.

## Interprétation
Depuis Caton (Orig. 2,29), le nom de Caeculus est interprété par le fait qu'il avait de petits yeux, le diminutif exprimant apparemment une forme atténuée de cécité. La gens Caecilia en garde le souvenir, comme il ressort de l'exploit attribué à L. Caecilius Metellus, grand pontife en 241.